# Helga Diederichsen
Helga Diederichsen Schonbude (Ciudad de México, 22 de septiembre de 1930) es una ex nadadora olímpica mexicana.

## Biografía
Compitió en los 200 m braza femeninos en los Juegos Olímpicos de Verano de Londres 1948, quedando en la posición número 17.